# Constant Roux
Pour les articles homonymes, voir Roux (patronyme).
Constant Roux, né le 20 avril 1865 à Marseille et mort le 17 novembre 1942 dans la même ville, est un sculpteur français.

## Biographie
Constant Roux est le fils du droguiste Antoine Paulin Roux et de Marie Marguerite Philip. Il débute comme sculpteur sur bois chez l'ébéniste d’art marseillais Michel Achille Blanqui. Il est élève à l'École des beaux-arts de Marseille dans les ateliers d’Émile Aldebert, de Marius Guindon et de Théodore Jourdan. Puis il est admis à l'École des beaux-arts de Paris, où il suit l'enseignement de Jules Coutan, de Jules Cavelier et de Louis-Ernest Barrias.
Son ami Jean Turcan lui confie l'exécution de la France armée, bronze monumental placé au sommet du monument élevé à la mémoire des mobiles des Bouches-du-Rhône situé en haut de la Canebière, anciennes allées de Meilhan, à proximité de l'église des Réformés. Ce monument sera commencé le 24 février 1892, terminé le 30 décembre 1893 et inauguré le 26 mars 1894. En avril 1894, Barrias présente son élève Constant Roux au concours du prix de Rome où le sujet à traiter est Achille commençant à revêtir l'armure apportée par Thétis sa mère pour venger son ami Patrocle. Il obtient le premier grand prix de Rome en sculpture. À la fin de son séjour à Rome, il épouse Joséphine Signoret, sœur de son camarade Charles Signoret. Leur fils unique meurt et le couple se sépare.
À son retour à Marseille, il entreprend divers travaux : buste du général Lamoricière ; statue d'Antoine-Fortuné Marion, directeur du laboratoire de zoologie marine de Marseille ; quatre bas-reliefs pour la décoration de la chambre des députés ; décor des archivoltes de trois portes-fenêtres du premier étage du siège de la Caisse d'épargne de Marseille et enfin, à la suite d'un concours ouvert à tous les artistes provençaux, une statue en marbre représentant la République pour orner la cour d'honneur de l'hôtel de préfecture des Bouches-du-Rhône.
Il s'installe à Paris et, le 12 janvier 1909, il épouse en secondes noces Émilie Déchenaud, sœur du peintre Adolphe Déchenaud (ou Deschenaux). Bien que résidant à Paris, il reste en contact avec Marseille. Il réalise en 1908 le Monument à Louis Salvator, riche courtier de Marseille, qui a légué sa fortune et sa propriété pour la construction d'un hôpital qui porte son nom. En 1910, il travaille en collaboration avec l'architecte Emmanuel Pontremoli à la décoration extérieure de l'Institut de paléontologie humaine créé par le prince Albert Ier de Monaco, membre associé de l'Institut de France. Le prince de Monaco ayant à cette occasion apprécié le travail de l'artiste, lui confie la réalisation d'un monument représentant La Science découvrant les merveilles de l'Océan. En 1922, il réalise le Monument à Jean Bouin à la mémoire de coureur de fond marseillais Jean Bouin, mort au champ d'honneur le 29 septembre 1914, érigé sur le parvis du stade Vélodrome à Marseille.
Constant Roux meurt dans sa ville natale le 17 novembre 1942.

## Œuvres dans les collections publiques
France

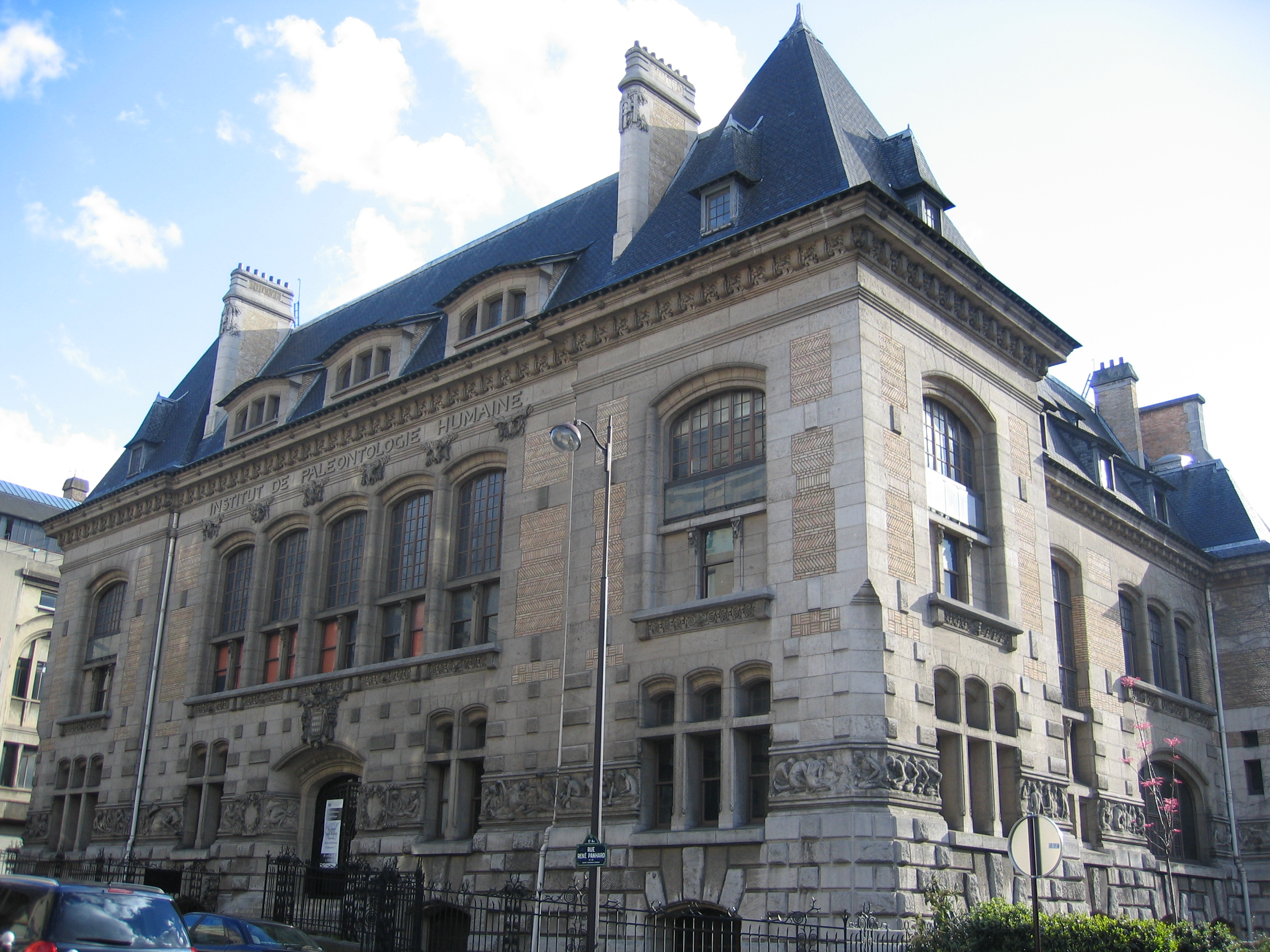
Cycle de L'Homme primitif (1912), bas-relief, Paris, façade de l'Institut de paléontologie humaine.

- Basse-sur-le-Rupt, devant la mairie de la commune : Monument à Paul Henri Lecomte, bas-relief en bronze, 80 × 47 cm[3].
- Chaumont : Monument à l'Amitié franco-américaine[4].
- Les Andelys, devant la collégiale Notre-Dame : Monument à Nicolas Poussin[5],[6], statue en pierre, 220 × 140 × 130 cm.
- Marseille :
  - hôpital Salvator, parc : Monument des convalescents, 1907, groupe en marbre[7].
  - musée de la Marine : Le Chevalier Paul, médaillon en bronze, diamètre 52 cm[8].
  - palais Longchamp, jardin : Monument à Antoine-Fortuné Marion, 1903, buste en marbre[9].
  - place Estrangin-Pastré, Caisse d'épargne : Thétis, Mercure et Cérés, mascarons ornant les trois portes-fenêtres de la façade du premier étage[10].
  - hôtel de préfecture des Bouches-du-Rhône, escalier d'honneur : La République, 1903, statue en marbre blanc[11].
  - stade Vélodrome, cour d'honneur : Monument à Jean Bouin, 1922, statue en bronze.
- Nanton : Monument aux morts de la ville de Nanton. Il existe d'autres versions à Saint-Martin-de-Crau[12], au quartier de Saint-Loup à Marseille, à Privas et à Seillans[13].
- Paris :
  - Institut océanographique : dessus de porte[14].
  - Institut de paléontologie humaine : pour la construction de cette fondation le prince Albert Ier de Monaco fait appel à l'architecte Emmanuel Pontremoli, grand prix de Rome en architecture en 1890. Pour la réalisation du bâtiment, l'architecte retiendra les principaux artisans qui ont travaillé pour lui sur le chantier de la villa Kérylos et Constant Roux pour les sculptures extérieures ornant la façade. Ce dernier réalisera de 1912 à 1925 une série de 18 bas-reliefs en pierre d'Euville représentant l'histoire de l'humanité :
    - L'Homme de la Chapelle-aux-saints ;
    - Orang-outan ;
    - Chimpanzés ;
    - Deux Australiens faisant du feu par friction de deux bouts de bois ;
    - Groupe d'australiens ;
    - Australiens polissant une hache de pierre ;
    - Australiens en train de peindre le totem serpent wollunqua afin que le gibier se multiplie ;
    - Scène funéraire australienne ;
    - Les Origines de la navigation et de la pêche à l'arc chez les Négritos des îles Andaman ;
    - Gorille tué et négresse ;
    - La Musique primitive : l'art musical chez les peuples nègres ;
    - Le Sculpteur préhistorique, homme aurignacien de type négroïde de Grimaldi sculptant la Vénus gravettienne de Laussel découverte en Dordogne[15] ;
    - Homme magdalénien gravant et sculptant un bison dans la grotte de Font-de-Gaume ;
    - Esquimaux faisant des incantations sur une tombe marquée de bois de rennes ;
    - Inuits dépeçant un caribou et chiens, premiers animaux domestiques ;
    - Groupement de Fuégiens avec hutte primitive et cuisine entre les pierres ;
    - Les Origines de la céramique, du moulin à écraser le grain et du tissage chez les nègres ;
    - La Chasse masquée chez les peaux-rouges.

  - mairie du 20e arrondissement, hall : plaque commémorative de la Première Guerre mondiale.
  - palais Bourbon :
    - buvette : L’Eau (1904), Le Feu (1904), L’Automne (1901) et L’Hiver (1901), quatre bas-reliefs, 324 × 121 cm.
    - salle des Quatre-Colonnes : Monument aux députés morts pour la France, vers 1919-1922, en collaboration avec Georges Demoget (1864-1947), architecte de la Chambre des députés[16] ;
- Roubaix, La Piscine : L'Eau, 1905, bas-relief en grès émaillé de Sèvres.

Monaco
- palais de Monaco, esplanade : La Science découvrant les richesses de l’Océan, 1914, groupe en pierre[17].

Viêt Nam
- Hô Chi Minh-Ville, musée des Beaux-Arts de Saïgon : Truong-Vinh-Ky, 1927, statue en bronze[18].

Œuvres de Constant Roux
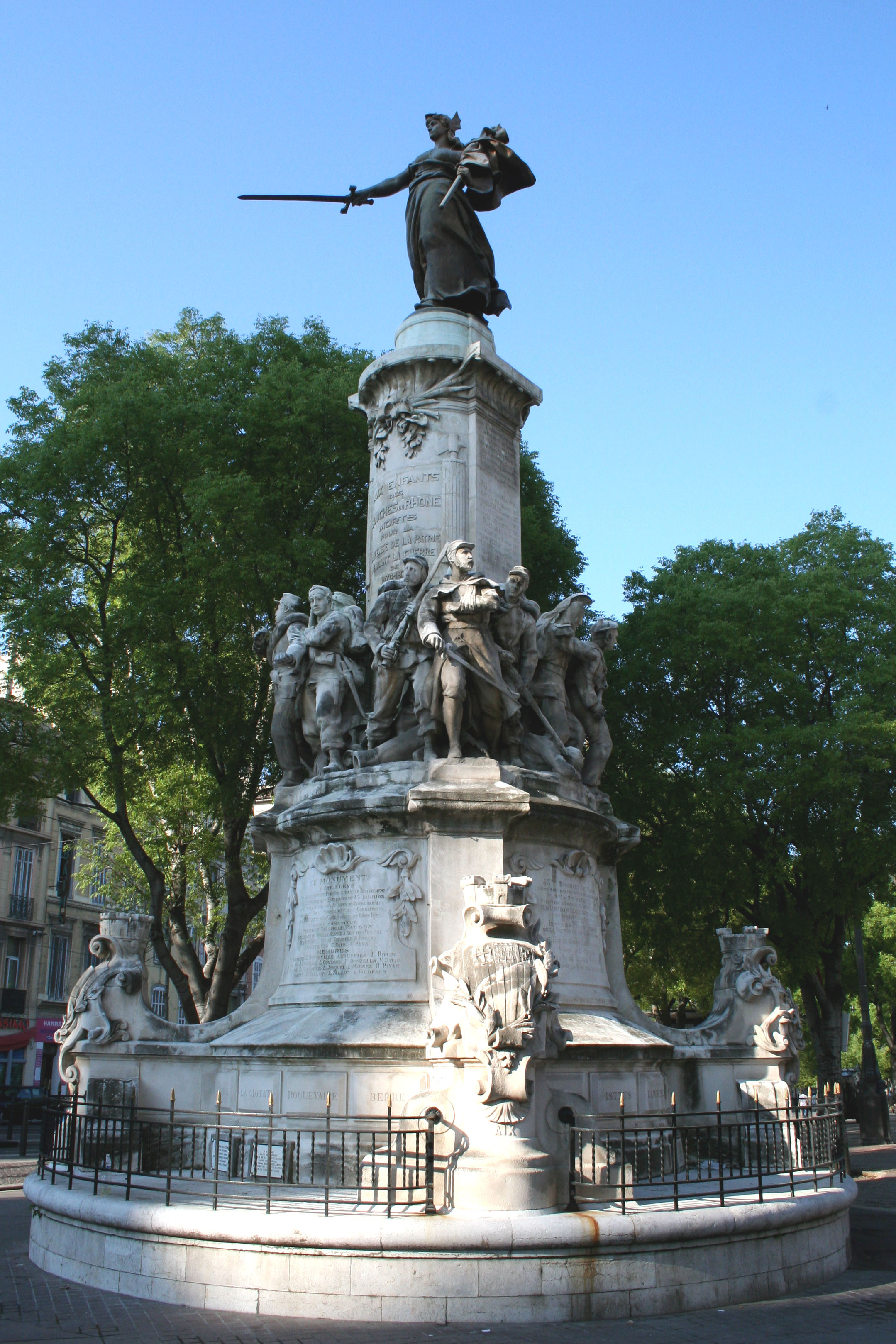
Jean Turcan, Monument des Mobiles (1894), Marseille. La France armée, statue sommitale en bronze, est de Constant Roux.
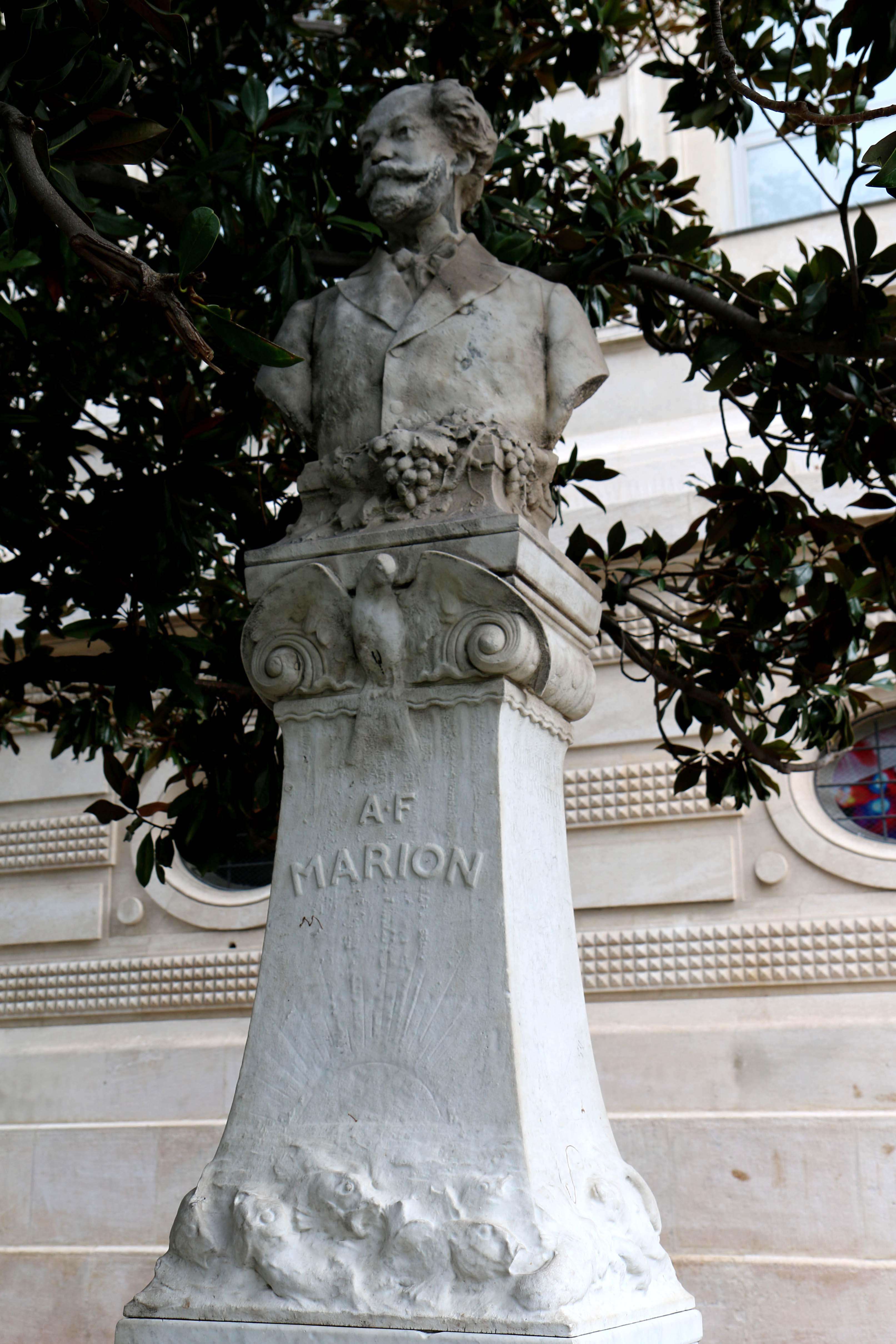
Monument à Antoine-Fortuné Marion (1903), Marseille, palais Longchamp.
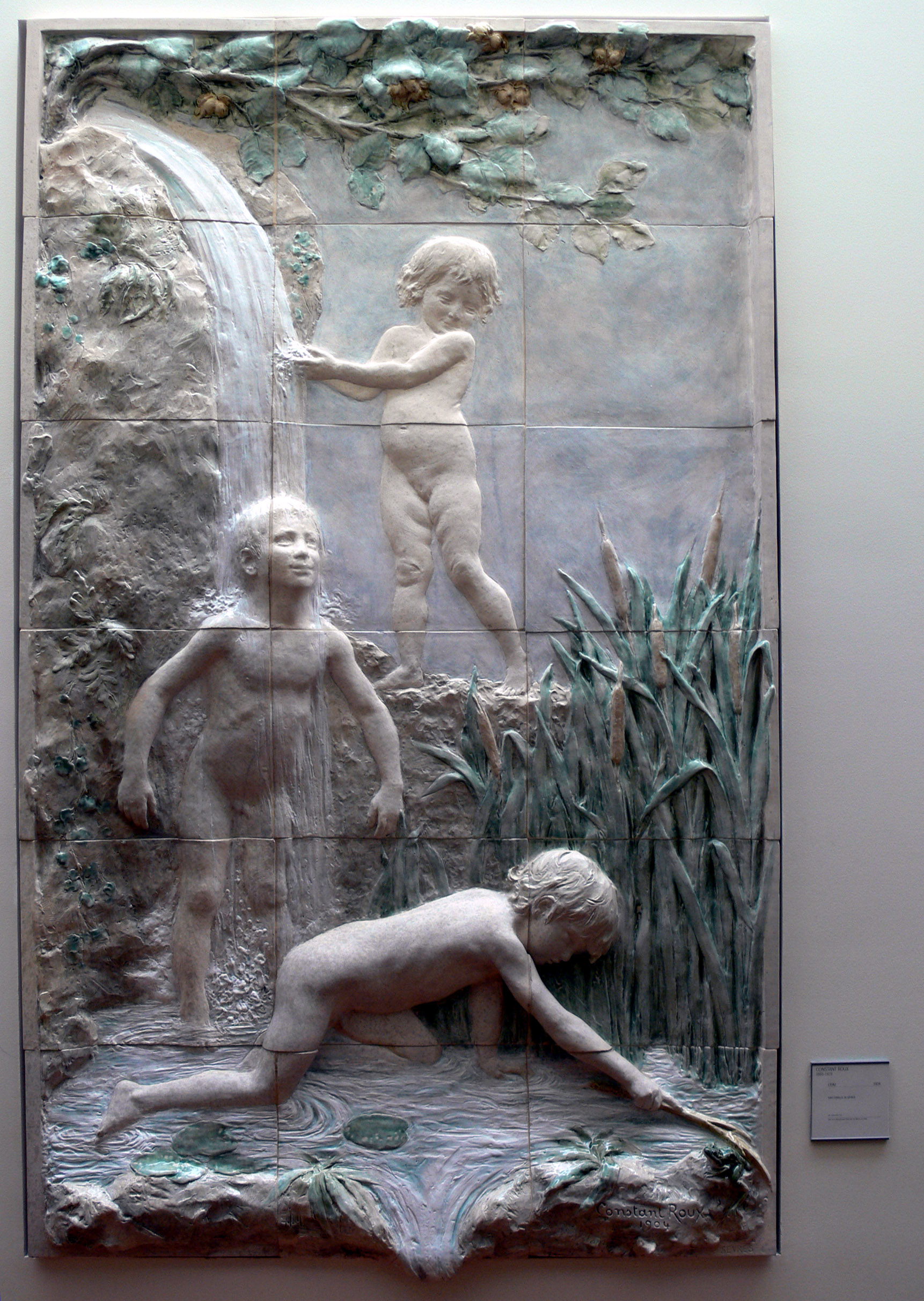
L'Eau (1904), Roubaix, La Piscine.
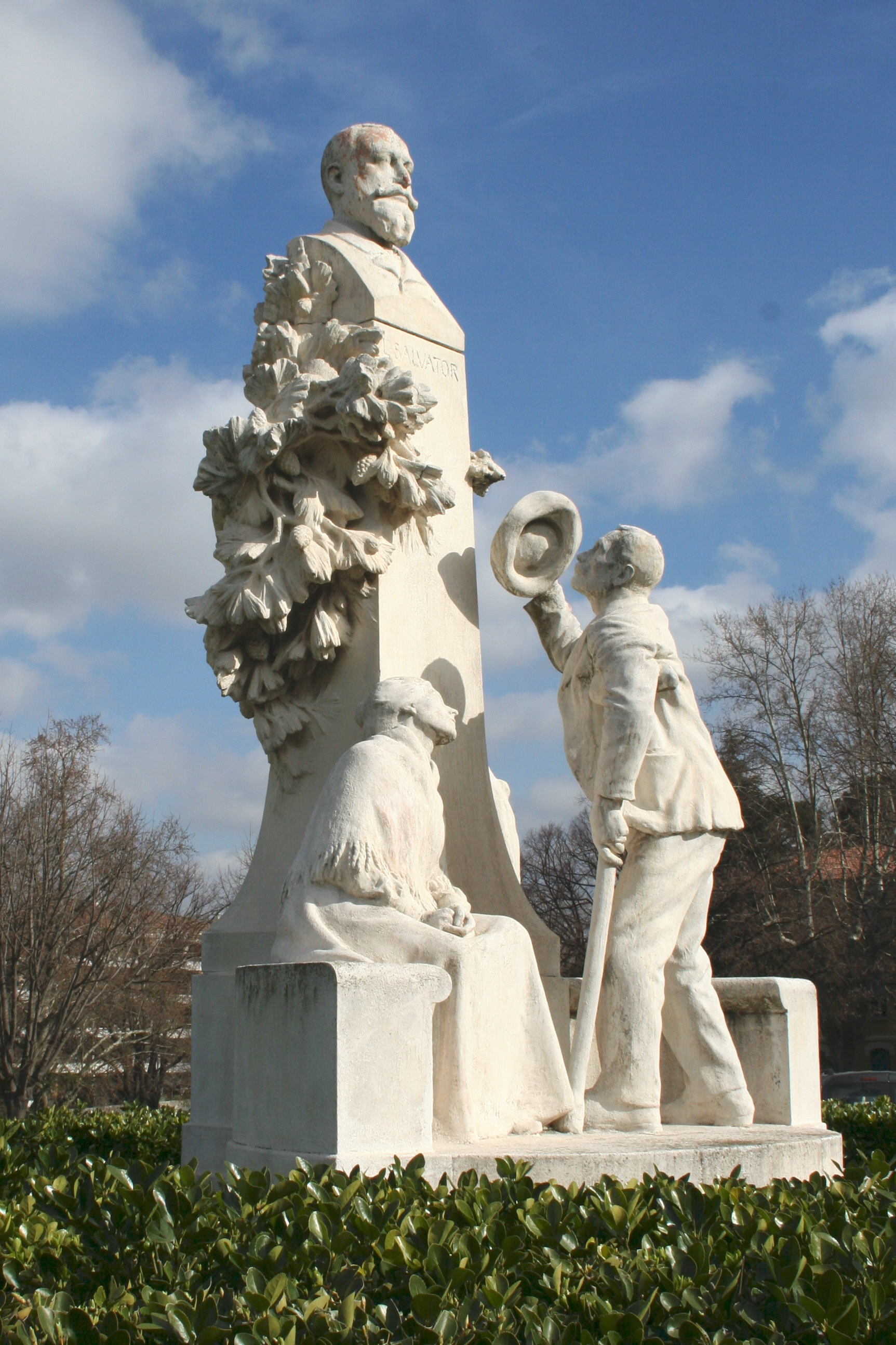
Monument à Louis Salvator (1907), Marseille, hôpital Salvator.
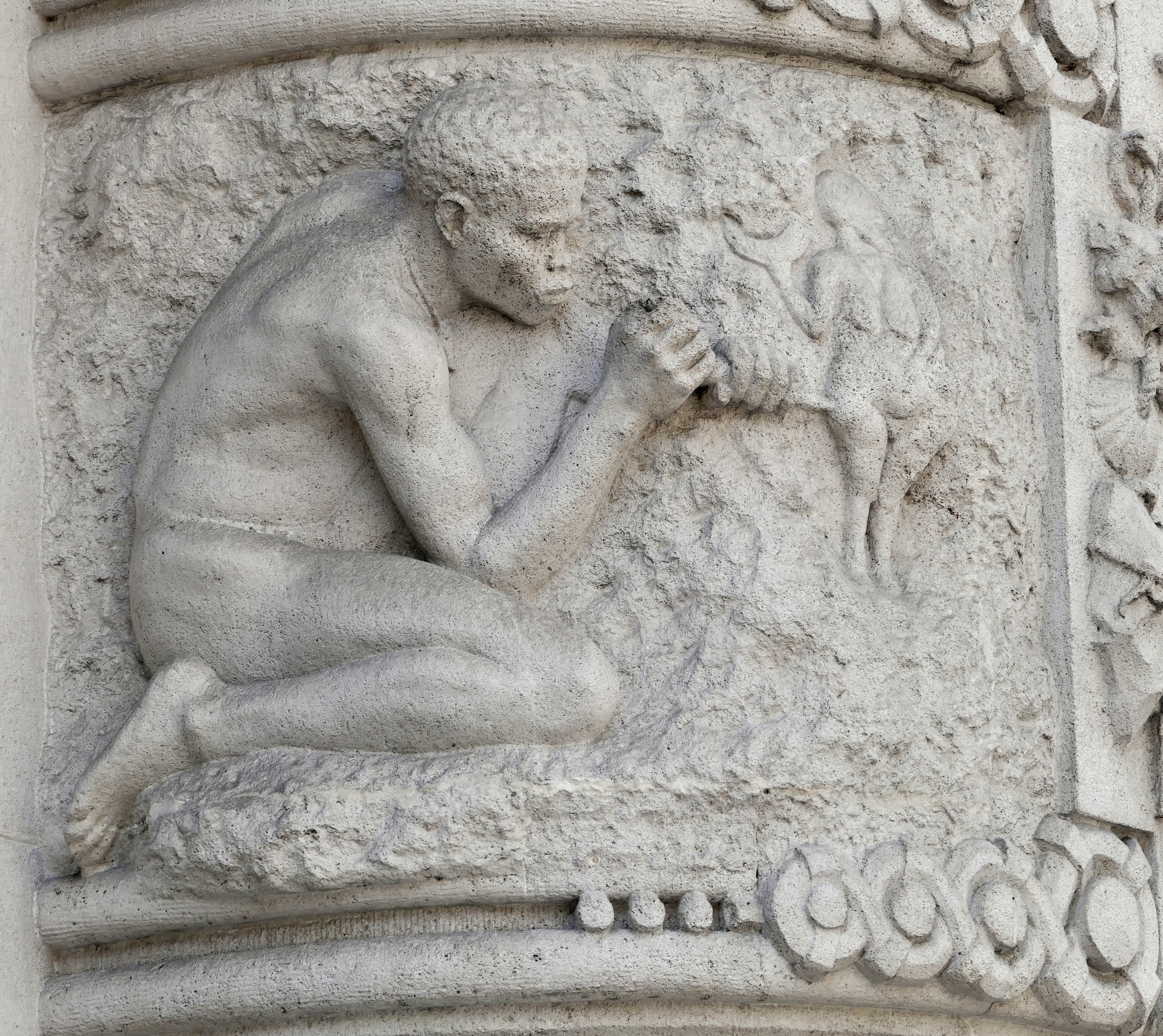
Le Sculpteur préhistorique, détail du cycle de L'Homme primitif (1912), Paris, Institut de paléontologie humaine.
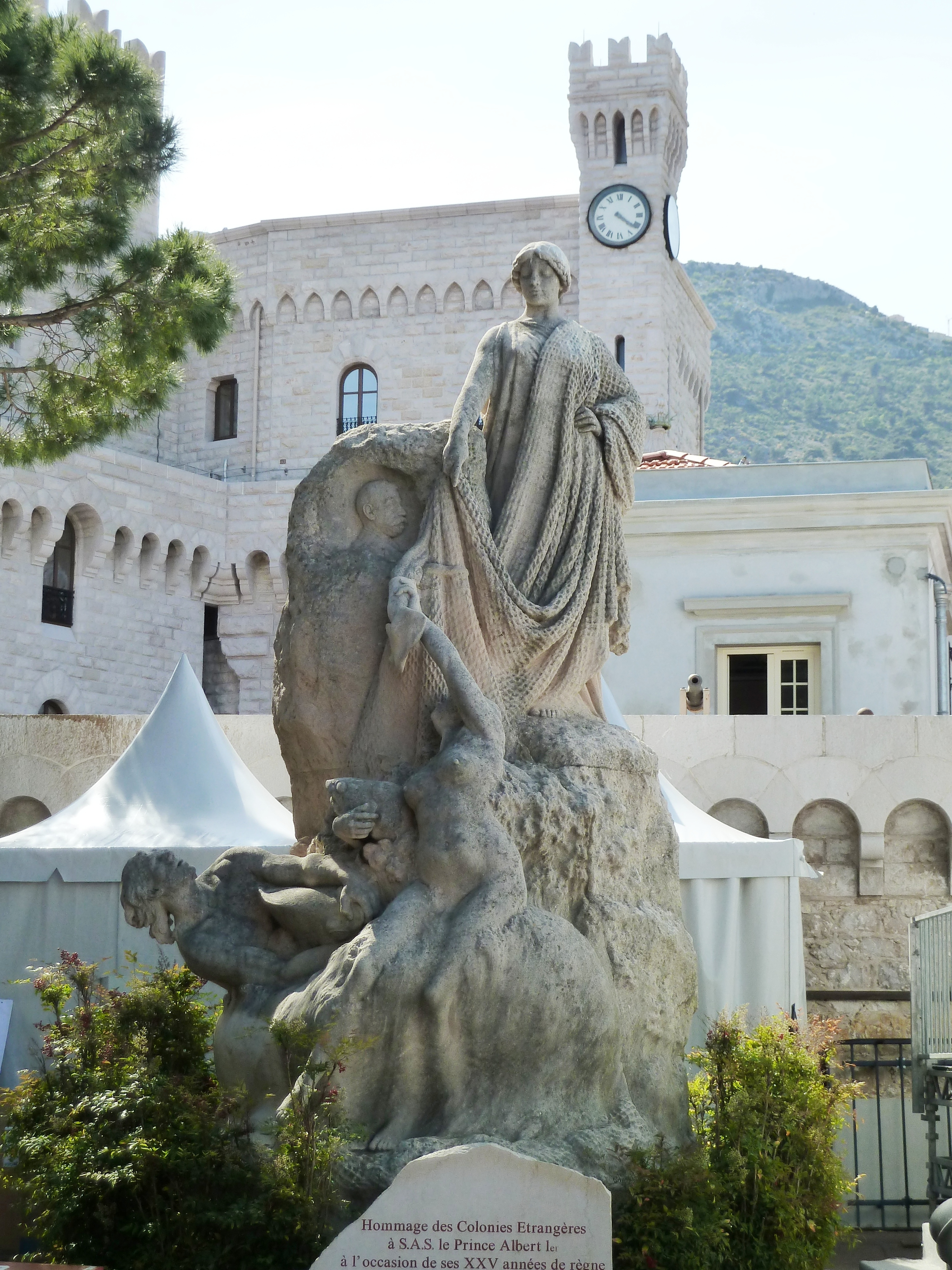
La Science découvrant les richesses de l'Océan (1914), Monaco.
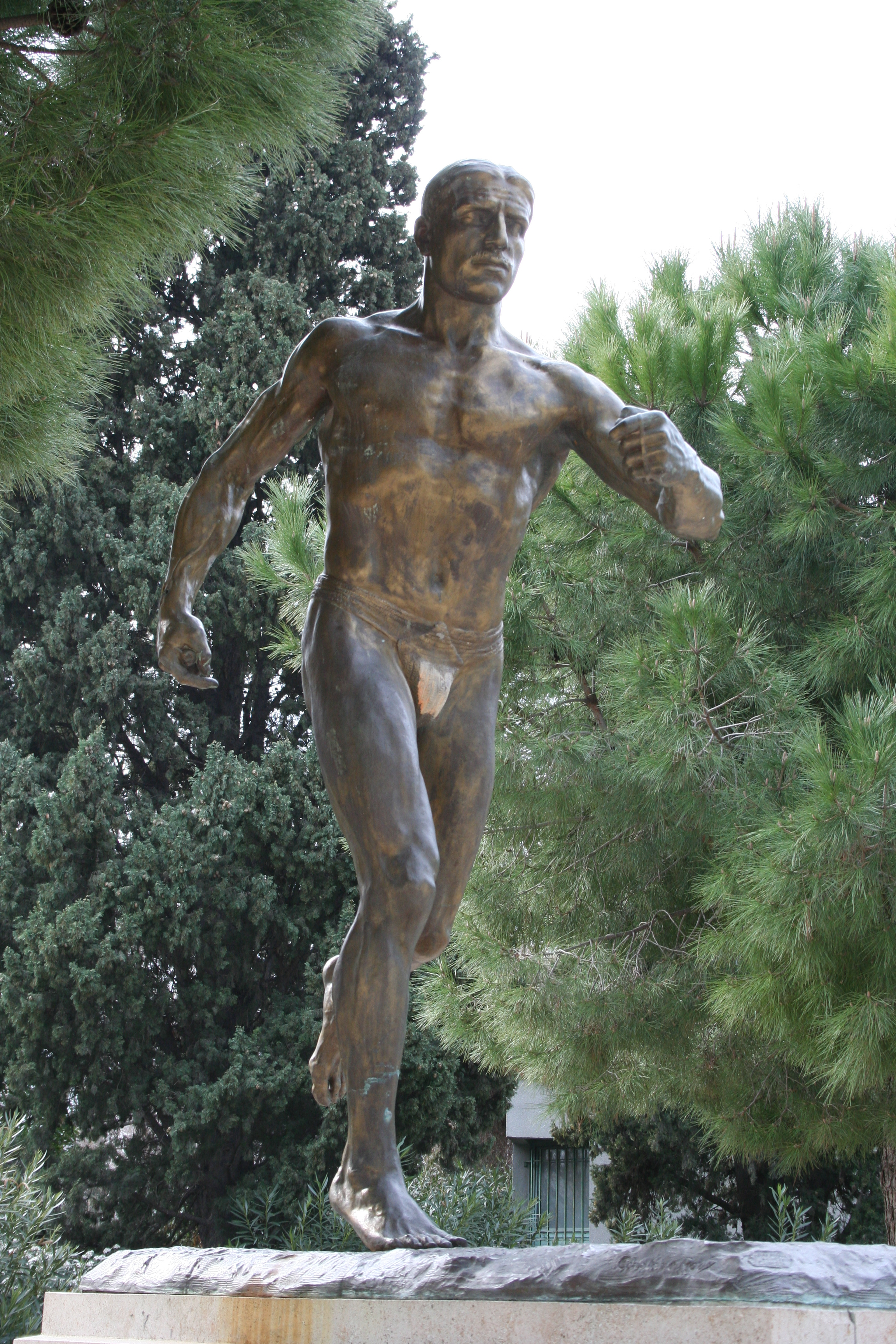
Monument à Jean Bouin (1922), Marseille, stade Vélodrome.
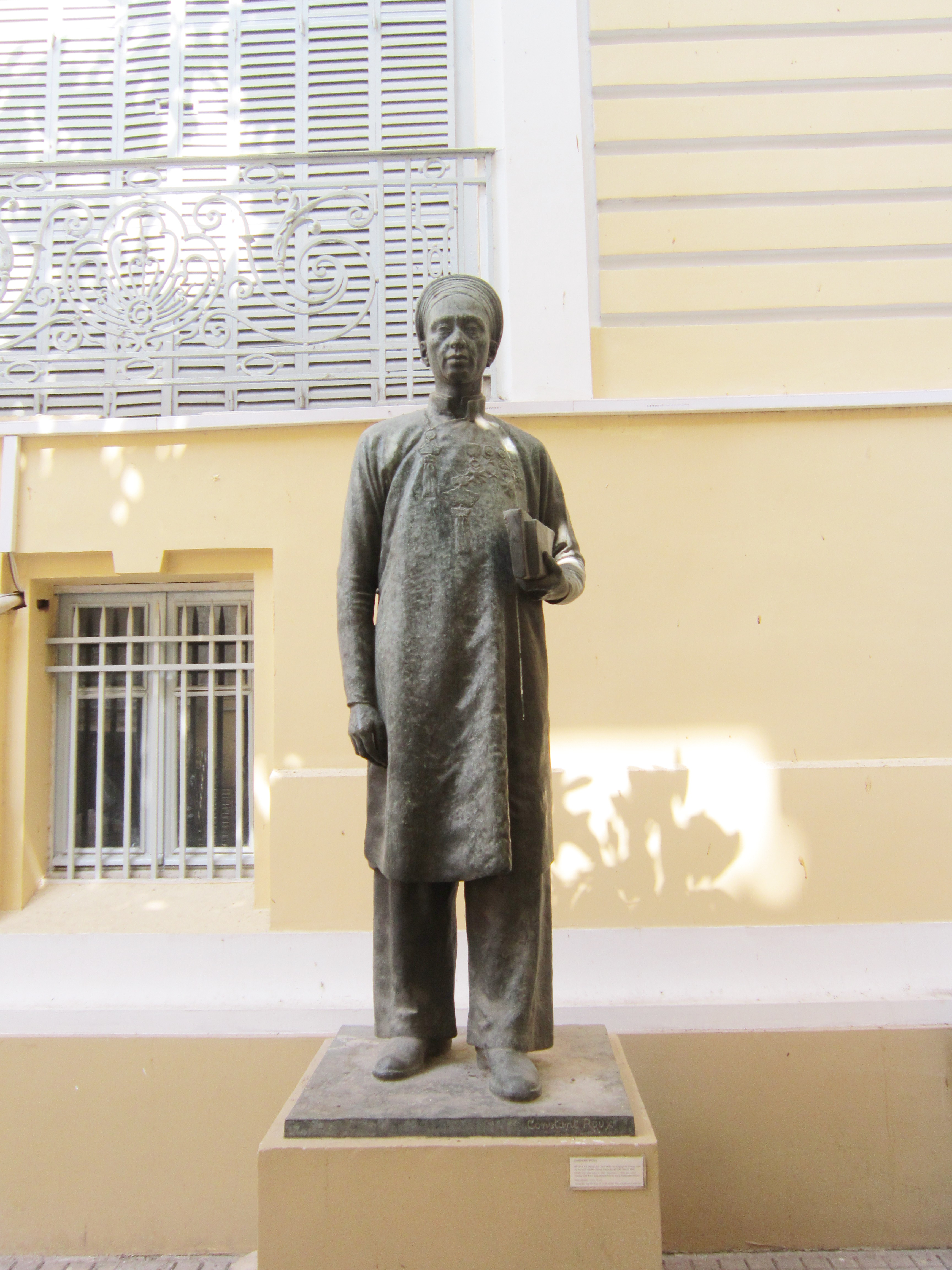
Truong-Vinh-Ky (1927), Hô Chi Minh-Ville, musée des Beaux-Arts de Saïgon.

## Distinctions
- Officier de l'ordre de Saint-Charles de la principauté de Monaco en 1920[19].
- Chevalier de la Légion d'honneur le 12 août 1923[20].
- Élection le 25 avril 1925 à l'Académie de Marseille au fauteuil no 37, précédemment occupé par son maître Émile Aldebert.